# NGC 1046
NGC 1046 é uma galáxia elíptica (E-S0) localizada na direcção da constelação de Cetus. Possui uma declinação de +08° 43' 12" e uma ascensão recta de 2 horas, 41 minutos e 12,8 segundos.
A galáxia NGC 1046 foi descoberta em 7 de Novembro de 1784 por William Herschel.